# Dziewczynka w zielonym sweterku
Dziewczynka w zielonym sweterku – powieść autorstwa Krystyny Chiger, ocalonej z Holokaustu we lwowskich kanałach. W Polsce premiera książki odbyła się we wrześniu 2011 roku. Została wydana nakładem wydawnictwa PWN. Przełożona przez Beatę Dżon.

## Opis fabuły
Prawdziwa historia żydowskiej rodziny, którą podczas drugiej wojny światowej uratował polski kanalarz Leopold Socha. Przez czternaście miesięcy pomagał i dawał schronienie w kanałach grupie Żydów, która uciekła z getta. Tytułowa bohaterka to ośmioletnia Krysia, która opowiada o pobycie we lwowskich podziemiach. Początkowo życie w takich warunkach wydaje się jej niemożliwe, jednakże z każdym dniem zarówno ona, jak i reszta grupy przyswajają się do miejsca ich przymusowego pobytu. Dzięki dobroci polskich kanalarzy uciekinierom udaje się przetrwać wojnę.
Dziewczynce podczas pobytu w kanałach nadziei dodawał fakt, iż jej najbliższa rodzina, pomimo tylu wydarzeń, wciąż była razem. Skarbem Krysi był tytułowy zielony sweterek, który zrobiła dla niej babcia. Miał dla niej podwójne znaczenie: po pierwsze – był pamiątką po babci, a po drugie – codziennie chronił ją przed zimnem. Obecnie sweterek jest eksponatem w Muzeum Holocaustu w Waszyngtonie.

## Ekranizacja
Wspomnienia Krystyny Chiger – obok powieści In The Sewers of Lvov (W kanałach Lwowa) autorstwa Roberta Marshalla – przyczyniły się do powstania, nominowanego do Oscara, filmu W ciemności Agnieszki Holland (2011).